# Bataille d'Aguacaliente
Expédition contre Pancho Villa
La bataille d'Aguacaliente est un affrontement armé entre les partisans de Pancho Villa et les forces américaines qui eut lieu dans la ville d'Aguacaliente, État de Chihuahua le 3 avril 1916 entre 4 h et 17 h durant l'expédition contre Pancho Villa. Les forces américaines eurent 108 blessés.

## Sources
- Pelaez Ramos, Gerardo (2007). La Expedición Punitiva. (Revista Forum, No. 164 edición). México.